# احمد فرامرزی
احمد بن شیخ عبدالواحد فرامرزی فرزند شیخ عبدالواحد (۱۲۶۷–۱۳۴۰) هجری خورشیدی نماینده مجلس شورای ملی بود.

## زندگی
احمد فرامرزی در سال ۱۲۶۷ در گچویه یکی از دهستانهای بزرگ منطقهٔ فرامرزان از توابع بخش جناح شهرستان بستک هرمزگان دیده به جهان گشود. احمد فرامرزی به اتفاق برادرش عبدالرحمان فرامرزی در سنین جوانی برای تحصیل به شیراز می‌کوچند و بعد از سپری کردن دورانی سرانجام به تهران می‌آیند. احمد به استخدام کتابخانه مجلس شورای ملی درآمد و عبدالرحمن در وزارت معارف آموزش و پرورش مشغول تدریس زبان فارسی و ادبیات عرب در دارالمعلمین و دارالفنون گردید. احمد فرامرزی سپس ریاست دیوان محاسبات و نمایندگی مجلس رسید. او همچنین و مدیر روزنامه خاور بود. از احمد فرامرزی چند جلد کتاب در مورد منطقه جنوب تألیف کرده بود، وی در سال ۱۳۴۰ در تهران درگذشت.

## مجله تقدم
مجله تقدم از شهریور ۱۳۰۶ تا فروردین ۱۳۰۸ در یازده شماره و ۶۸۸ صفحه انتشار یافت، یکی از مجلات جدی زبان فارسی است. این مجله روزی به انتشار پرداخت که ایرانشهر و آینده دست از انتشار کشیده بودند و هنوز مجله‌ای مانند مهر در افق مطبوعالت طلوع نکرده بود که جانشین کاوه و ایرانشهر و دانشکده باشد. ظهور «تقدم» ناشی از بیداری و هشیاری دو برادر ایراندوست – احمد و عبدالرحمن فرامرزی – بود که به تاریخ و زبان ایران علاقه‌مندی بسیار داشتند و ضمناً در جستجوی آن بودند که راه‌های تجدد و ترقی و اصطلاحات اجتماعی را برای ایران بنمایانند.
آنها می‌کوشیدند که تا حد ممکن از مجله کاوه پیروی کنند و مخصوصاً از این روی که احمد فرامرزی به مقام فکری و علمی حسن تقی‌زاده اعتقاد داشت و در طول عمر خود پیروی از او می‌کرد.
از نویسندگان برجسته‌ای که در این مجله آثار قلمیشان را می‌خوانیم یکی سید حسن تقی‌زاده است و دیگری محمود محمود، که به اسلوب مرسوم خود در مجله آینده و نشریات دیگر، مقالاتش را با نام قلمی «رسول نخشبی» منتشر می‌کرد. از ادبای مشهور جوان‌تر آن روزگار چون احمد کسروی، سعید نفیسی، محمدمطیع الدوله حجازی، دکتر صادق رضازاده شفق، غلامرضا رشید یاسمی و مجتبی مینوی نیز مقالاتی می‌بینیم.
احمد فرامرزی که در زمره محققان ادبی بود رشته مقالاتی در مجله دارد به عنوان «تاریخ جغرافیا». او در آن سلسله دوپایه جغرافیایی قدیم بطلمیوسی و اسلامی را مطرح کرده و کتب جغرافیون اسلامی را به معرفی درآورده است.
فرامرزی در مقاله نخستین مجله نوشت: «مسئله دیگری را که ما باز اهمیت می‌دهیم اطلاع از ممالک همسایه شرقی مخصوصاً اسلامی است که به عقیده ما نباید ایرانیان از آنه بی‌اطلاع باشند…» و این مبحث هنوز که هنوز است می‌تواند ادامه داشته باشد.
از مندرجات تحقیقی و ادبی مجله سلسله مقالات «جشن‌های ایرانی» به قلم مجتبی مینویی است که در آن اطلاعات مبسوطی راجع به مهرگان گردآوری شده‌است.

## آثار علمی
او علاوه بر کتاب‌ها و مقالاتی دربارهٔ وضعیت و مردمشناسی جنوب ایران، کتاب «تاریخ رنسانس» نوشته سیدنی دارک را به فارسی ترجمه کرده‌است.

## نمایندگی مجلس
او در دوره‌های قانونگذاری پانزدهم تا هجدهم در مجلس شورای ملی بود. در مجلس هفدهم که اکثریت در دست جبهه ملی بود، احمد به همراه برادرش عبدالرحمن و مهدی میراشرافی و جداشدگان از جبهه ملی چون سید ابوالحسن حائری‌زاده، حسین مکی، مظفر بقایی و علی زهری و شمس قنات‌آبادی شدیدترین مخالفتها را با دولت دکتر مصدق کردند که نتیجه آن تصمیم مصدق به انحلال مجلس هفدهم در تیرماه سال ۱۳۳۲ بود. کاری که به کودتا و سرنگونی دولت در امرداد ۱۳۳۲ انجامید. هواداران دکتر مصدق برادران فرامرزی را در کودتای ۲۸ مرداد مؤثر می‌دانند. او پس از اینکه در روز ۲۸ مرداد رادیو تهران به دست مخالفان مصدق افتاد، در آنجا به همراه چندتن از دیگر نمایندگان، بر ضد مصدق سخنرانی کرد.